# Víllec i Estana
Víllec i Estana és una entitat municipal descentralitzada del municipi de Montellà i Martinet, a la Baixa Cerdanya.
Està format pels pobles de Víllec, Estana i Béixec. El 2019 tenia 37 habitants.
| Entitat de població | Habitants (2019) |
| ------------------- | ---------------- |
| Béixec              | 5                |
| Estana              | 18               |
| Víllec              | 14               |
| Font: Idescat       |                  |

Víllec i Estana, va formar un municipi independent fins a principis de 1970 quan es va unir a Montellà i Martinet.